# Awesomenauts
Awesomenauts é um multiplayer online battle arena 2D desenvolvido pela Ronimo Games. O jogo foi anunciado para o Xbox Live Arcade e PlayStation Network no dia 18 de maio de 2011 e lançado em 1º de maio no PSN da América do Norte e 2 de maio no XBLA e no resto do mundo. O jogo foi lançado para o computador pessoal em 1º de agosto de 2012 e no dia 6 de dezembro para o Mac OS X.
Atualmente em Awesomenauts existe 4 mapas disponíveis para jogar e um quinto mapa aparentemente chamado "StarStorm" no qual não se sabe muito ainda. Esses mapas são aleatórios no modo "Partida Rápida", mas você pode escolher o mapa se criar uma partida privada. Os quatro mapas são:
1º: Aiguilion (Aiguillon). No qual tem como característica principal um orbe no meio do mapa no qual aparece com o tempo, quem o pegar fica invisível até resolver atacar.
2º: Estação 404 de AI(AI Station 404). No meio deste mapa existe uma área anti-gravitacional, quem ficar no meio dela se move mais lentamente, mas alguns projéteis não são afetados.
3º: Sorona. A principal mudança deste mapa aos outros é uma minhoca gigante que fica na parte central abaixo do mapa, toda vez que a escotilha ela sai e mata qualquer awesomenaut ou qualquer outra coisa. (é acionada por um botão logo acima da mesma)
4º: Ribbit IV. O "evento" principal deste mapa são os Chefes (Bosses) que nascem um em cada lado perto do meio do mapa, ao ser morto, você recebe a sua vida toda de volta e ainda um bônus de ouro no jogo.

## História
No ano 3587, a guerra entre os mercenários vermelhos contra os mercenários azuis, se espalha pela galáxia. Um dos times são os famosos Awesomenauts, controlados pelo jogador.